# Арабски нощи
„Арабски нощи“ (на английски: Arabian Nights) е американски телевизионен филм в две части от 2000 г., адаптиран от Питър Барнс (неговия последен филм) от превода Ричард Франсис Бъртън за средновековния епос „Хиляда и една нощ“ (One Thousand and One Nights). Мили Авитал и Дъгрей Скот играят съответно Шехерезада и Шахряр. Продуциран от Дайсън Лоуел и режисиран от Стив Барън, сериалът е направен от Hallmark Entertainment и е оригинално излъчен в две нощи на 30 април и 1 май 2000 г. от BBC One във Великобритания и ABC в САЩ.
Серията се състои от пет истории от „Хиляда и една нощ“, които са оформени в рамките на шестата, поддържайки традиционния стил на историите в разказите, които са синоним на Нощите. Сериалът включва Алън Бейтс, Руфъс Сюъл, Анди Съркис, Джеймс Фрейн, Джон Легуизамо (в двойна роля), Джейсън Скот Лий, Ванеса Мей, Алексей Сейл, Джим Картър, Джеймс Калис и Одед Фер.

## Български дублажи
| Озвучаващи артисти | Силвия Русинова Георги Георгиев-Гого Борис Чернев |

| Озвучаващи артисти | Весела Хаджиниколова Николай Пърлев |